# Бектау
Бектау (каз. Бектау, ранее КазЦИК, до 1998 г. — Советское) — село в Шортандинском районе Акмолинской области Казахстана. Административный центр аульного округа Бектау. Код КАТО — 116841100.

## География
Село стоит на степной равнине. Рельеф территории села представляет собой низкие надпойменные террасы.
Климат резко континентальный. В связи с не очень благоприятным для человека расположением посреди склонной к засушливости и сильным ветрам степи, осуществляется масштабный проект по размещению вдоль трассы Астана-Петропавловск зелёной «стены» — полосы с деревьями и другими крупными зелёными насаждениями.
Климат
Резко континентальный. Лето жаркое и сухое, зима морозная и долгая. Среднегодовая температура 3,1 °C. Осадков выпадает 300 мм в год. При среднелетней температуре около 20 °C и среднезимней температуре около −15 °C нередки случаи, когда летом жара может превысить 40 °C. Зимой возможны морозы до −50 °C. Летом села достигают жаркие воздушные массы Средней Азии.

## История
Совхоз
В советское время в селе действовал совхоз имени КазЦИКа Шортадинского района (до 1933 года — совхоз «Колутонский»). Директором совхоза с 1950 по 1962 год был Герой Социалистического Труда Максим Степанович Цепура (лишён звания в 1963 году). В этом же совхозе трудился Герой Социалистического Труда Кадралы Дюсембаев.

## Население
В 1989 году население села составляло 1448 человек (из них русские — 43 %).

В 1999 году население села составляло 1329 человек (634 мужчины и 695 женщин). По данным переписи 2009 года, в селе проживало 1414 человек (718 мужчин и 696 женщин).
| Численность населения | Численность населения | Численность населения |
| 1989                  | 1999                  | 2009                  |
| --------------------- | --------------------- | --------------------- |
| 1448                  | ↘1329                 | ↗1414                 |

## Социальная структура
В селе имеется общая средняя школа, со смешанным языком обучения (русский и казахский); также интернат для детей (в котором они живут всё учебное время) с соседних сёл Бектауского аульного округа, в которых имеется только начальная школа.

## Улицы[6]
| - переулок Ахмета Байтурсынова - переулок Маншук Маметовой - ул. Абая Кунанбаева - ул. Абылай хана - ул. Алии Молдагуловой - ул. Аль-Фараби - ул. Амангельды Иманова - ул. Бауыржана Момышулы - ул. Бейбитшилик - ул. Динмухаммеда Кунаева | - ул. Жамбыла Жабаева - ул. Жастар - ул. Жумысшы - ул. Кадырали Дюсембаева - ул. Казциковская - ул. Кенесары - ул. Малика Габдуллина - ул. Целинная - ул. Шокана Уалиханова - ул. Юрия Гагарина |